# RHI
RHI Magnesita N.V. est un fournisseur international de produits réfractaires qui fait partie de l'indice FTSE 250 à la bourse de Londres.

## Historique
Entreprise de fabrication de céramique réfractaire pour les fours industriels, RHI (Radex Heraklith Industriebeteiligungs AG) est issue de multiples fusions : les sociétés autrichiennes Veitscher Magnesitwerke fondée en 1899 à Veitsch en Styrie et Radex créée en 1908 à Radenthein en Carinthie, ainsi que Didier-Werke (un temps détenue par la branche réfractaire de Lafarge, société d'origine allemande), Thor (GB), Heraklith... La gamme couvrait alors toutes les spécialités même les plus fines et assurait à l'entreprise une position de leader au niveau mondial.
Didier avait à la fin des années 1990 plusieurs usines en France, dont Breuillet (91), Soufflenheim (67) et dans le nord. Les services commerciaux ont perduré en France sur le site de Breuillet fermé l'an dernier pour ne garder qu'une petite agence.
Des usines subsistent en Allemagne (Urmitz, Mainzlar/Staufenberg...) et en Autriche (Trieben...)
Le centre technique allemand a été fermé dans les années 1990 et une partie reprise par les services autrichiens (centre de Leoben), non sans perte de savoir faire, de services et de recherche. 

La fusion en 2016 avec le groupe Magnésita a apporté au groupe son usine de Flaumont-Waudrechies.  Le groupe atteint ainsi 14 000 collaborateurs, 2,5 milliards d'euros de CA, 120 000 produits et 2,9 millions de tonnes fabriquées en 2016. Il a gardé le siège de Vienne.